# Erysimum mutabile
Erysimum mutabile är en korsblommig växtart som beskrevs av Pierre Edmond Boissier och Theodor Heinrich von Heldreich. Erysimum mutabile ingår i släktet kårlar, och familjen korsblommiga växter. Inga underarter finns listade i Catalogue of Life.